# Cerchezu
Cerchezu es una comuna rumana del condado de Constanța.

## Geografía
La comuna está ubicada en la región de Dobruja septentrional.

## Historia
En la segunda mitad del siglo XX la comuna había quedado compuesta por las localidades de Cerchezu, Căscioarele, Măgura y Viroaga. En el censo de 2021 la comuna tenía una población de 1256 habitantes.